# Телеграф-Крік
Телеграф-Крік (англ. Telegraph Creek) — індіанська резервація в Канаді, у провінції Британська Колумбія, у межах регіонального округу Кітімат-Стекін.

## Населення
За даними перепису 2016 року, індіанська резервація нараховувала 53 особи, показавши зростання на 960,0%, порівняно з 2011-м роком. Середня густина населення становила 36,4 осіб/км².
З офіційних мов обидвома одночасно не володів жоден з жителів, тільки англійською — 55. Усього 5 осіб вважали рідною мовою не одну з офіційних.
Працездатне населення становило 75% усього населення, рівень безробіття — 50%.

## Клімат
Середня річна температура становить 2,5°C, середня максимальна – 19,8°C, а середня мінімальна – -17,9°C. Середня річна кількість опадів – 431 мм.
| Клімат поселення                              | Клімат поселення | Клімат поселення | Клімат поселення | Клімат поселення | Клімат поселення | Клімат поселення | Клімат поселення | Клімат поселення | Клімат поселення | Клімат поселення | Клімат поселення | Клімат поселення | Клімат поселення |
| Показник                                      | Січ.             | Лют.             | Бер.             | Квіт.            | Трав.            | Черв.            | Лип.             | Серп.            | Вер.             | Жовт.            | Лист.            | Груд.            |                  |
| Середній максимум, °C                         | −3,88            | −0,56            | 5,46             | 10,79            | 15,44            | 19,75            | 18,31            | 17,32            | 12,48            | 6,50             | −2,18            | −7,06            |                  |
| Середня температура, °C                       | −10,9            | −7,57            | −1,55            | 3,76             | 8,43             | 12,71            | 14,96            | 13,97            | 9,12             | 3,14             | −5,52            | −10,4            |                  |
| Середній мінімум, °C                          | −17,93           | −14,58           | −8,56            | −3,24            | 1,42             | 5,70             | 11,62            | 10,62            | 5,78             | −0,2             | −8,88            | −13,74           |                  |
| Норма опадів, мм                              | 51               | 29               | 16               | 9                | 22               | 25               | 42               | 42               | 52               | 52               | 41               | 50               |                  |
| Середньомісячна швидкість вітру, м/с          | 1.49             | 1.65             | 1.97             | 2.09             | 2.16             | 2.00             | 1.79             | 1.64             | 1.60             | 1.74             | 1.50             | 1.40             |                  |
| Середньомісячна сонячна радіація, кДж/м²·день | 1547             | 3973             | 8539             | 14636            | 18495            | 19477            | 17367            | 14185            | 8836             | 4450             | 2012             | 984              |                  |
| --------------------------------------------- | ---------------- | ---------------- | ---------------- | ---------------- | ---------------- | ---------------- | ---------------- | ---------------- | ---------------- | ---------------- | ---------------- | ---------------- | ---------------- |
| Джерело:                                      |                  |                  |                  |                  |                  |                  |                  |                  |                  |                  |                  |                  |                  |